# چک ۲ ان‌بی
چک ۲ ان‌بی (به انگلیسی: Chak No.2NB) یک روستا در پاکستان است که در پنجاب واقع شده‌است.